# أم الحيران (فلسطين)

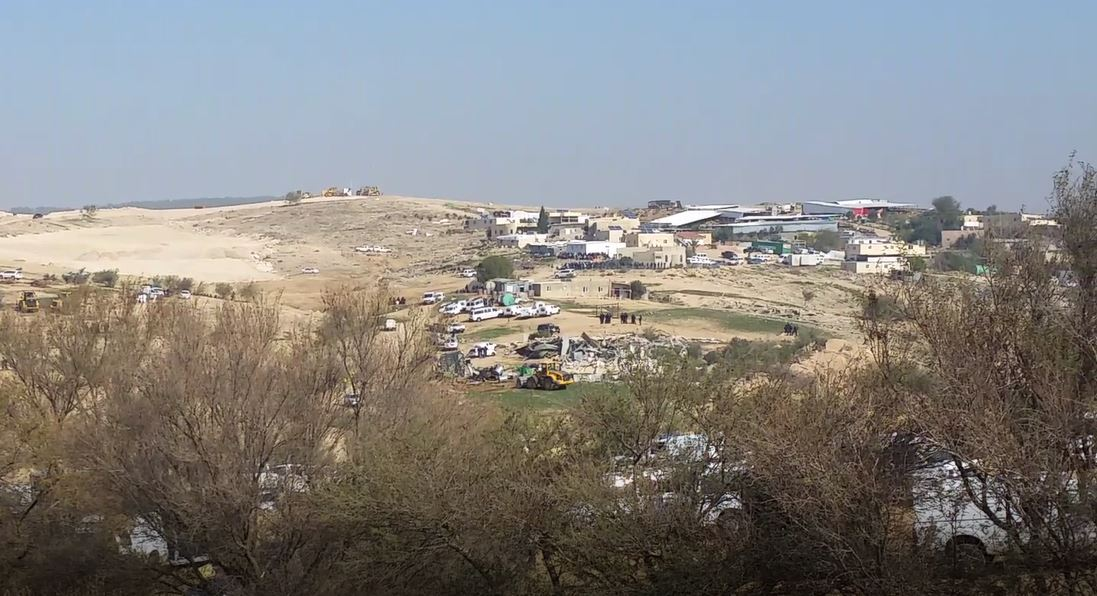
مشهد عام لأم الحيران، كانون ثاني 2017

قرية أم الحيران في فلسطين، هي قرية تقع في النقب جنوب جبل الخليل في فلسطين، وهي غير معترف بها من قِبل حكومة إسرائيل، يسكن فيها نحو ألف نسمة.
أم الحيران قرية بدوية تقع في منطقة وادي عتير في صحراء النقب، إسرائيل اليوم. قرية أم الحيران هي واحدة من بين 46 قرى بدوية غير المعترف بها من قبل حكومة إسرائيل. سُميت بهذا الاسم نسبة إلى وادي الحيران الذي يمر بجانب القرية وجبل حيران المجاور لها. عدد سكانها حوالي ألف نسمة وهم ينتمون إلى عشيرة أبو القيعان الذين هُجروا من أراضيهم في وادي زبالة عام 1948 واليوم بني على هذه الأراضي كيبوتس شوفال. لأن أم الحيران قرية غير معترف بها من قبل السلطات الإسرائيلية، فهي لا تحظى بأي خدمات طبية أو صحية أو ماء أو كهرباء، ويستخدم سكانها مولدات الكهرباء الخاصة ويتعلم معظم طلابها في مدارس بلدة حورة التي تبعد 8 كم. تأسست القرية عام 1956 حين كان عدد سكانها 200 نسمة فقط.

## تهجير القرية
هجرت السلطات العسكرية الإسرائيلية سكان القرية عام 1948 من أراضيهم إلى قرية اللقية. وفي العام 1956 نقلتهم من اللقية إلى وادي عتير حيث هم اليوم. وجرت محاولة لهدم بيوت القرية في العام 2003 إندلعت جراءها مواجهات أصيب فيها عشرة أشخاص.
لسكّان أم الحيران الذين ينتمون إلى عشيرة أبو القيعان تاريخ حافل بالتهجير والإخلاء. لغاية عام 1948، سكن أبناء عشيرة أبو القيعان لسنوات طويلة في أراضيهم الواقعة في منطقة «وادي زبالة». في فترة الانتداب البريطاني في فلسطين بدأت إدارة الانتداب مرحلة تسجيل الأراضي قبل نهاية الانتداب عام 1947. خلال تلك المرحلة تم الاعتراف بملكية الفلسطينيين البدو على أراضيهم وفق القانون العشائري ، لكن بعد قيام دولة إسرائيل عام 1948 رفضت الحكومة الإسرائيلية الاعتراف بملكية الأراضي. وفي أعقاب النكبة عام 1948، أمر القائد العسكري أبناء عشيرة أبو القيعان بإخلاء أراضيهم والانتقال أولًا إلى منطقة «اللقية». عام 1956، قدّم أبناء العشيرة طلب في العودة إلى أراضيهم الأصلية، لكن السلطات الإسرائيلية رفضته. ومن ثم تم تهجيرهم في نفس السنة وبأمر عسكري إلى منطقة وادي عتير. ومن هذه النقطة فصاعدًا، قام السكان ببناء منازل لهم من الحجارة والمواد الأخرى، عبدوا الطرق، وبنوا الآبار وزرعوا الأراضي المحيطة بها. بحسب ادعاء الشيخ فرهود أبو القيعان أنه قبل وصولهم «كانت المنطقة صحراء، بدون أي طرق، مياه، منازل أو خدمات». لم يمنح للسكان أيا من الحقوق الأساسية، لم يتم تأمين المياه ولم يتم إيصال الكهرباء ولم يتم شق طرق معبدة وتوفير وسائل نقل إلى مدارس وبناء صندوق مرضى وهذا الوضع قائم حتى اليوم. في عام 1997، وبسبب السيول التي أدت إلى انجراف في القرية راح ضحيته ثلاثة أطفال من القرية، تم بناء البيوت من الحجارة والإسمنت بقرار من وزير البنية التحتية أرئيل شارون. وفي عام 2001، قامت سلطة أراضي إسرائيل بتعريف سكان قرية أم الحيران في إحدى توصياتها بأنهم «عائق خاص».

## إجراءات قضائية
في عام 2003 حاولت السلطات الإسرائيلية من خلال محكمة الصلح في بئر السبع إصدار أمر بهدم جزء من قرية أم الحيران دون إبلاغ سكان القرية، وادّعت الدولة أنه لم يكن بإمكانها التمييز أو التواصل مع السكان. وفي عام 2004، رفعت الدولة دعاوى قضائية لإخلاء السكان باعتبارهم متعدّين غير قانونيين، متجاهلة أنها هي التي منحتهم هذه المنطقة في الأصل. أصدرت المحكمة قرار بالاعتراف بسكان القرية كمواطنين دائمين في الدولة، لكن في نفس الوقت أقرت المحكمة أنه بسبب منحهم الأراضي على يد الدولة بدون أي مقابل، يمكّن سحب مواطنتهم في دولة إسرائيل بأي لحظة. وفي نفس العام توجه ممثلون من أم الحيران إلى محكمة الصلح في بئر السبع للاعتراض على إقامة مستوطنة تدعى حيران على أراضيهم.
في عام 2009 قررت المحكمة رفض الطلب، فتوجه الممثلون باستئناف للمحكمة المركزية ثم للمحكمة العليا. عام 2010، قرر المجلس القطري للتخطيط والبناء الاعتراف في القرية، لكن عقب تدخل من مكتب رئيس الحكومة تراجع المجلس عن قراره. في عام 2012، أقر المجلس القطري للتخطيط والبناء إقامة مستوطنة حيران على هذه الأراضي المخصصة لليهود المتدينين. وبحسب هذا القرار سوف يتم تهجير البدو في أم الحيران إلى بلدة حورة البدوية، إحدى البلدان السبع البدوية التي تعاني من وضع اقتصادي واجتماعي متدني. هذه البلدان تعاني من الاكتظاظ السكاني، وتفتقر إلى الخدمات الكافية وتتمتع بأعلى نسبة من البطالة والفقر في إسرائيل. وبعد استئنافات متكررة من قبل أبناء عشيرة أبو القيعان، استكملت في عام 2013 إجراءات التخطيط لمستوطنة حيران على جميع مستويات لجان التخطيط التابعة لوزارة الداخلية. وبالتالي تم اتباع إجرائين قانونيين من قبل إسرائيل، الأول بهدف اخلاء قرية أم الحيران والثاني بهدف هدم البيوت في المنطقة. في أيار عام 2015 رفضت محكمة العدل العليا طلب بأذن الاستئناف لسكان أم الحيران. أقر القاضي إلياكيم روبنشتاين بأن أهالي  أم الحيران ليس لهم حق ملكية المنطقة، وبالتالي فإن أعمال وقراراتها الحكومة لم تنتهك حقوقهم. أما القاضية دافنا باراك-إيرز فقد ادّعت أنه يجب على الحكومة إعادة النظر في التعويض المقترح لأن هؤلاء البدو كانوا يعيشون في أم الحيران منذ عشرات السنين، واقترحت تخصيص قطع أراضي في المستوطنة الجديدة لهم.
السلطات الإسرائيلية تتلقى الدعم في هذه المسالة من منظمات غير حكومية عديدة، بما في ذلك حركة أور التي تدعم  وتساهم في بناء مستوطنة حيران. لقيت خطة إخلاء قرية أم الحيران قسرا وهدمها معارضة من منظمات غير حكومية وأعضاء كنيست يساريين. طلب أعضاء الكنيست العرب التوصل إلى حل شامل لمشكلة الإسكان العربية والبدوية في إسرائيل، بما في ذلك إيقاف وتجميد كل أوامر الهدم والطرد. من بين أعضاء الكنيست الذين اهتموا بقضايا البدو في النقب وعبروا عن معارضتهم للخطة أعضاء القائمة المشتركة وتمار زيندبيرغ عن حزب ميرتس. بالإضافة إلى ذلك، أطلق مركز عدالة حملة شعبية باستخدم الوسم "#save_UmmAlHiran"، من أجل «وقف خطة إسرائيل لهدم القرية البدوية العربية لبناء مدينة يهودية على أنقاضها». كما نشط المجلس الإقليمي للقرى غير المعترف بها في حملة لوقف تدمير القرية، قائلًا إن الخط هي بمثابة حملة «تطهير عرقي». وفي 11 حزيران 2015 تظاهر مئات المتظاهرين في مدينة بئر السبع ضد هدم المنطقة، واشترك في المظاهرة أعضاء الكنيست: أحمد طيبي، حنين زعبي وطلب أبو عرار.

## أحداث 18 كانون الثاني 2017

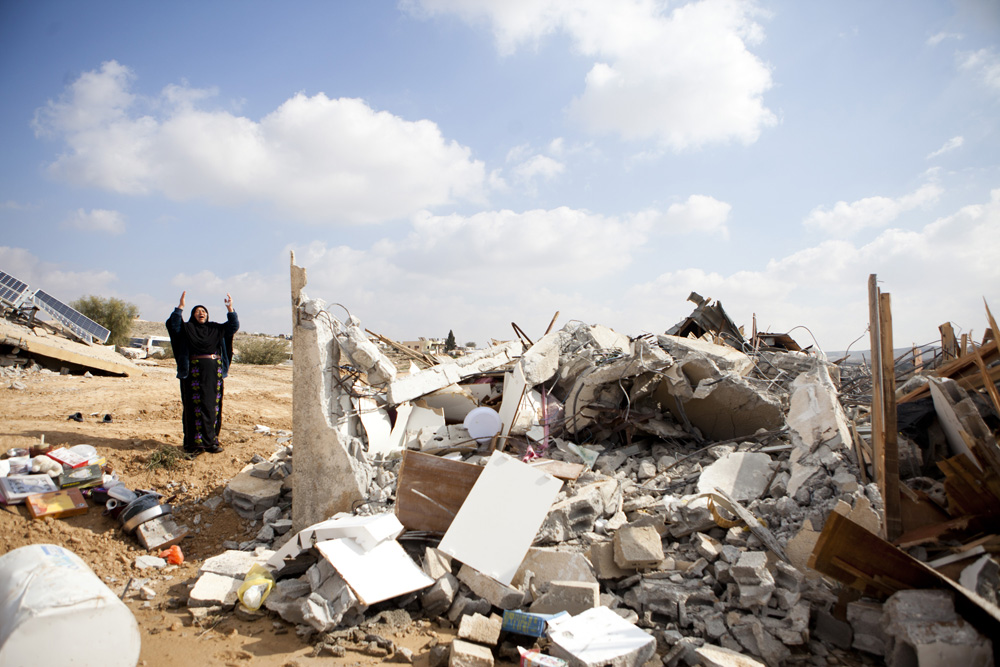
قرية أم الحيران بعد الهدم في كانون ثاني، 2017

يوم 18 يناير 2017، عندما وصل ضباط شرطة إسرائيليون ودورية تابعة لسلطة أراضي إسرائيل إلى قرية أم الحيران لتنفيذ أوامر هدم المنازل، قابلتهم مجموعة كبيرة من المتظاهرين. باشرت جرافات إسرائيلية بهدم كامل لمنازل القرية، فيما جرى تجميع أهالي القرية في المسجد ومنع النواب العرب ومئات المتضامنين من دخول القرية. وبحسب ادعاء أهالي القرية لقد مارست الشرطة العنف ضدهم وقامت بالاعتداء عليهم، واعتقلت عددًا من الشبان. أثناء هذه الأحداث أطلقت الشرطة النار على أحد سكان القرية يدعى يعقوب أبو القيعان وهو معلم رياضيات، بينما كان يقود سيارته، ونتيجة لذلك اصطدمت سيارته بمجموعة أخرى من الشرطة، مما أسفر عن مقتل الرقيب الأول إيريز ليفي. كما توفي أبو القيعان نفسه. أكدت الشرطة ووزير الأمن جلعاد أردان في البداية أن أبو القيعان كان «إرهابيًّا، متؤثرًا من داعش»، وأنه أُطلق عليه الرصاص بعد تسارع السيارة في اتجاه الشرطة.
وأظهرت اللقطات المصورة التي ظهرت بعد ساعات من الحادث أن الضباط أطلقوا النار قبل تسارع أبو القيعان باتجاههم، وأنه على عكس تأكيدات الشرطة، كانت أضواء السيارة مضاءة. في وقت لاحق، أشار تشريح الجثة للشرطة إلى أن رصاصة أصابت أبو القيعان في ركبته اليمنى، وحطمتها، الأمر الذي من الممكن تسبب في تسارع السيارة. خلال هذه الأحداث، أصيب عدة أشخاص بجراح وصفت بين المتوسطة والخطيرة، بينهم النائب أيمن عودة، الذي أصيب في أم الحيران برصاص الشرطة الإسرائيلية. وقد هدمت الشرطة 15 مبنى في أم الحيران.
وفي 22 شباط 2017، أعلن أنه من التحقيق الذي تجريه إدارة التحقيق في الشرطة، يظهر أن تصرف الشرطة خلال عملية الإخلاء يشير إلى «فشل شديد في الأداء» وأن الحادث على الأرجح لم يكن هجومًا إرهابيًا.
قد أوصت وحدة التحقيق مع أفراد الشرطة «ماحش» بإغلاق ملف التحقيق في مقتل الشهيد أبو القيعان، بنيران الشرطة الإسرائيليّة أثناء عمليّة هدم بيته في قرية أم الحيران، وبعدم تقديم أي فرد من الشرطة للمحاكمة. وفي 2018\5\1 قرر النائب العام في إسرائيل، شاي نيتسان، إغلاق ملف التحقيق في أحداث قرية أم الحيران، وزعمت النيابة العامة أنه «بعد الاطلاع على ملف ونتائج التحقيق من «ماحش» تقرر أنه لا شبهات جنائية خلف مقتل أبو القيعان، وأن ما جرى كان نابعا، على ما يبدو، من الشعور بالخطر».  